# 府里市
府里市（越南语：／）是越南北部河南省省莅城市，位于河内以南60公里处，在1966年曾遭到空袭。

## 地理
府里市东接平陆县，西接金榜市社，南接青廉县，北接维先市社。

## 歷史
後黎朝時，府里市屬於山南承宣蒞仁府。阮朝時，府里市屬於河內省里仁府維先縣和金榜縣。成泰二年（1890年），里仁府从河內省劃出，與南定省部分府縣合併，設為河南省，里仁府府莅改為河南省省莅，南昌縣莅改為里仁府莅。此后，省莅设为府里市社。
1965年4月21日，河南省和南定省合併為南河省，府里市社随之划归南河省管辖。
1975年12月27日，南河省和寧平省合併為河南寧省，府里市社随之划归河南宁省管辖。后来，府里市社更名为河南市社。
1977年4月27日，河南市社和金榜縣、青廉縣合併為金青縣，河南市社改制為河南市鎮，成为金青县县莅。
1981年4月9日，金青县分设为金榜县、青廉县和河南市社，以河南市镇析置河南市社，分设为梁庆善坊、明开坊、二征夫人坊、陈兴道坊4坊。
1982年12月17日，青廉縣青珠社、廉政社2社划归河南市社管辖。
1991年12月26日，河南宁省恢复分设为南河省和宁平省，河南市社随之划归南河省管辖。
后来，河南市社复名为府里市社。
1996年11月6日，南河省恢復分设为南定省和河南省，府里市社成為河南省莅。
2000年9月25日，金榜县浮云社和珠山社2社、青廉县廉钟社、维先县蓝夏社划归府里市社管辖；珠山社析置黎鴻峰坊、蓝夏社析置光中坊。
2006年，府里市社被评定为三级城市。
2008年6月9日，府里市社改制为府里市。
2013年7月23日，维先县先新社、先海社、先协社3社，平陆县丁舍社、郑舍社2社，青廉县廉节社、廉泉社2社和青泉社部分区域，金榜县金平社和青山社2社部分区域划归府里市管辖；青山社部分区域划归黎鴻峰坊管辖；青珠社改制为青珠坊，珠山社改制为珠山坊，廉政社改制为廉政坊，蓝夏社改制为蓝夏坊，青泉社改制为青泉坊。
2018年12月4日，府里市被评定为二级城市。
2024年11月14日，越南国会常务委员会通过决议，自2025年1月1日起，明开坊、梁庆善坊、二征夫人坊和陈兴道坊合并为珠梂坊，廉钟社并入廉政坊，先海社并入蓝夏坊，廉泉社和廉节社合并为新廉坊，先协社和先新社合并为新协坊。

## 行政區劃
府里市下辖10坊4社，市人民委员会位于珠梂坊。
- 珠梂坊（Phường Châu Cầu）
- 珠山坊（Phường Châu Sơn）
- 蓝夏坊（Phường Lam Hạ）
- 黎鴻峰坊（Phường Lê Hồng Phong）
- 廉政坊（Phường Liêm Chính）
- 光中坊（Phường Quang Trung）
- 新协坊（Phường Tân Hiệp）
- 新廉坊（Phường Tân Liêm）
- 青珠坊（Phường Thanh Châu）
- 青泉坊（Phường Thanh Tuyền）
- 丁舍社（Xã Đinh Xá）
- 金平社（Xã Kim Bình）
- 浮云社（Xã Phù Vân）
- 郑舍社（Xã Trịnh Xá）

## 交通
- 越南鐵路
  - 南北線：府里站